# 旅行スケッチ
旅行スケッチ（りょこうスケッチ、여행스케치）は、大韓民国のフォークロックグループ。1989年結成。代表曲は「星がきらめく（별이 진다네）」「何となく良い気分（왠지 느낌이 좋아）」「サンダヌンゴン タ クロンゲアニゲンニ（산다는 건 다 그런 게 아니겠니）」。

## 概要
1989年6月、第2回明知大学白馬歌謡祭に出場した明知大学の男女学生10名により結成される。中心人物はチョ・ビョンソク（芸名:ルカカ）、ナム・ジュンボン。同年11月、ファーストアルバムを発売。テレビでの宣伝をせず、弘大にある小劇場でライブ公演を中心に活動を続ける。
数度のメンバー変更を経ながら、2002年までに9枚のアルバムを発売する。
2003年からは男性デュオとして活動する。

## メンバー
- チョ・ビョンソク、芸名:ルカカ[4]（リーダー、ギター、作詞作曲）
- ナム・ジュンボン（ボーカル）